# Orochi (parc du Bocasse)
Ne doit pas être confondu avec The Monster (Walygator Grand Est).
Pour les articles homonymes, voir Orochi.
Orochi est un parcours de montagnes russes à véhicules suspendus situé au parc du Bocasse en Normandie et ouvert le 1er juillet 2021. C'est un « Suspended Family Coaster », une attraction conçue et développée par le constructeur néerlandais Vekoma.
Ce sont les uniques montagnes russes de ce type en France et les troisièmes de ce type en Europe avec Orkanen de Fårup Sommerland au Danemark et Dragon Roller Coaster d'Energylandia en Pologne.

## Historique
Cette nouvelle attraction imaginée par le parc dès 2019, se voit concrétisée en juin 2020 avec le début du chantier de terrassement. Après une période de gros œuvre de plusieurs mois, les premiers éléments de parcours des futures montagnes russes arrivent en novembre. Le montage du parcours est effectué en 12 jours du 1er au 12 décembre 2020. Vient alors une période de montage des équipements électriques et pneumatiques, puis fin janvier 2021, celui du train. Le montage terminé, les tests de l'attraction peuvent alors avoir lieu, ils s'étalent principalement sur le mois de février avant de laisser place à la phase de construction des décors par l'équipe d'Universal Rocks. 
Le parc annonce, le 4 juin 2021, le nom de l'attraction : Orochi. Le lendemain, le parc du Bocasse donne rendez-vous à une trentaine de spécialistes du monde des parcs d'attractions, l'occasion de promouvoir l'ouverture d’Orochi le 1er juillet 2021. Les week-ends de juin sont marqués par des préouverture de l'attraction permettant aux visiteurs de la découvrir en avant-première.
Le 1er juillet 2021, alors en pleine pandémie de Covid-19, le parc du Bocasse inaugure officiellement les montagnes russes.

## Déroulement du parcours
Après l'embarquement, le train quitte la gare par un virage vers la gauche, puis s'engage dans une ascension de 19,3 mètres de hauteur grâce à un lift équipé de roues de friction. Il entame ensuite la first drop en effectuant une rotation vers la gauche avant de s'engouffrer sous terre dans un tunnel, augmentant ainsi la hauteur de la chute. Puis le train est entraîné dans un virage incliné à plus de 90° appelé overbanked turn avant de poursuivre vers une première boucle appelée helix. Vient alors un des éléments spécifiques à ce modèle de montagnes russes, le fly-trough qui consiste en un passage aérien rapide en gare qui procure des sensations visuelles aussi bien pour le passager du train que pour les visiteurs attendant en gare. Le parcours s'achève avec une seconde helix puis un passage dans une fosse avant de rejoindre la gare.

## Statistiques
- Longueur : 453 mètres
- Hauteur : 19,3 mètres
- Vitesse : 67 km/h
- Hauteur descente : 20 mètres
- Durée : 1 min 5 s
- Trains : 1 train, 10 wagons de 2 passagers soit 20 passagers au total. Le train est équipé de anses de sécurité individuelles.
- Capacité théorique : 720 personnes par heure